# Guyún
Vicente González Rubiera (27 de octubre de 1908 – 29 de septiembre de 1987, Santiago de Cuba, Cuba), más conocido por el sobrenombre de "Guyún", fue un destacado guitarrista, armonista y profesor cubano; el cual introdujo técnicas de la guitarra clásica en el acompañamiento de la Trova cubana, y realizó magníficas transcripciones de la música popular para la guitarra.

## Biografía
Guyún nació el 27 de octubre de 1908 en Santiago de Cuba, y viajó a La Habana con el propósito de estudiar la carrera de Medicina. Al encontrar la Universidad clausurada durante el gobierno de Gerardo Machado, él comenzó a tocar la guitarra como medio de subsistencia.

## Estudios musicales
González Rubiera comenzó a estudiar el instrumento con Sindo Garay y más tarde continuó con el destacado profesor Severino López, el cual poseía excelente entrenamiento en las técnicas de los guitarristasa españoles Francisco Tárrega y Emilio Pujol.
Guyún desarrolló un moderno concepto de la Armonía e introdujo técnicas de la guitarra clásica en el acompañamiento de la guitarra popular, que dieron como resultado un estilo más audaz, pero siempre dentro del campo de la música cubana. En 1938, el dejó de tocar el instrumento en público para dedicarse por completo a la enseñanza. Esto produjo excelentes resultados, y más de dos generaciones de guitarristas cubanos muestran evidencias de su poderosa influencia.

## Obras
Él creó el valioso texto "La guitarra: su técnica y armonía", y otras dos obras que no han sido publicadas: "Diccionario de acordes" y "Un nuevo panorama de la modulación y su técnica". Guyún fue elogiado por Andrés Segovia durante su visita a Cuba, y desarrolló una amplia actividad en la enseñanza.
Uno de sus discípulos más famosos es el destacado tresero Niño Rivera (Andrés Echevarría).
El Maestro Guyún falleció el 29 de septiembre de 1987 en La Habana.